# تشان مان هي
تشان مان هي (بالصينية: 陈文熙) (1 سبتمبر 1980 في الصين - ) هو لاعب كرة قدم صيني في مركز الوسط. شارك مع منتخب ماكاو لكرة القدم. أما مع النوادي، فقد لعب مع Windsor Arch Ka I ‏.

## وصلات خارجية
- تشان مان هي على موقع قاعدة بيانات كرة القدم.إي يو (الإنجليزية)
- تشان مان هي على موقع ناشيونال فوتبول تيمز (الإنجليزية)
- تشان مان هي على موقع Soccerway.com (الإنجليزية)